# Panamerikanska spelen 2011
Panamerikanska spelen 2011 anordnades 14-30 oktober 2011 i Guadalajara i Mexiko, vilket den panamerikanska sportorganisationen beslöt den 28 maj 2006. Andra orter som ansökte om att få arrangera var San Antonio i Texas, USA (som förlorade mot Rio de Janeiro i omröstningen om att få anordna 2007 års spel), Cali i Colombia, som anordnade 1971 års spel, samt Detroit i Michigan i USA.
Nya sporter på programmet var racquetball och sjumannarugby.
Tävlingen var 2011 års största multisportevenemang.

## Sporter
Sporter vid panamerikanska spelen 2011:
Siffror inom parenteser avser antalet tävlingar i respektive sport.
- Badminton (5)
- Baseboll (1)
- Basket (2)
- Baskisk pelota (10)
- Beachvolleyboll (2)
- Bordtennis (4)
- Bowling (4)
- Boxning (13)
- Brottning (18)
- Bågskytte (4)
- Cykling (18)
- Friidrott (47)
- Fotboll (2)
- Fäktning (12)
- Gymnastik (24)
- Handboll (2)
- Judo (14)
- Kanotsport (12)
- Karate (10)
- Konstsim (2)
- Landhockey (2)
- Modern femkamp (2)
- Racquetball (6)
- Ridsport (6)
- Rodd (14)
- Rullskridskosport (8)
- Segling (9)
- Simhopp (8)
- Simning (34)
- Sjumannarugby (1)
- Skytte (15)
- Softboll (1)
- Squash (6)
- Taekwondo (8)
- Tennis (5)
- Triathlon (2)
- Tyngdlyftning (15)
- Vattenpolo (2)
- Vattenskidåkning (9)
- Volleyboll (2)

## Medaljligan
| Pl. | Nation                  | Guld | Silver | Brons | Totalt |
| --- | ----------------------- | ---- | ------ | ----- | ------ |
| 1   | USA                     | 92   | 79     | 66    | 237    |
| 2   | Kuba                    | 58   | 35     | 43    | 136    |
| 3   | Brasilien               | 48   | 35     | 58    | 141    |
| 4   | Mexiko                  | 42   | 41     | 50    | 133    |
| 5   | Kanada                  | 30   | 40     | 49    | 119    |
| 6   | Colombia                | 24   | 25     | 35    | 84     |
| 7   | Argentina               | 21   | 19     | 35    | 75     |
| 8   | Venezuela               | 11   | 27     | 33    | 71     |
| 9   | Dominikanska republiken | 7    | 9      | 17    | 33     |
| 10  | Ecuador                 | 7    | 8      | 9     | 24     |

### Fotnoter
1. ↑  Matthew Grayson (12 april 2011). ”Arkiverade kopian”. Around the Rings. Arkiverad från originalet den 28 september 2011. https://web.archive.org/web/20110928041729/http://www.aroundtherings.com/articles/view.aspx?id=36781. Läst 5 maj 2011.